# Puerto Agua Verde
Puerto Agua Verde är en ort i Mexiko.   Den ligger i kommunen Loreto och delstaten Baja California Sur, i den västra delen av landet, 1 400 km nordväst om huvudstaden Mexico City. Puerto Agua Verde ligger 5 meter över havet och antalet invånare är 192.
Terrängen runt Puerto Agua Verde är huvudsakligen kuperad, men åt nordväst är den platt. Havet är nära Puerto Agua Verde åt nordost. Runt Puerto Agua Verde är det mycket glesbefolkat, med 3 invånare per kvadratkilometer. Det finns inga andra samhällen i närheten. Omgivningarna runt Puerto Agua Verde är i huvudsak ett öppet busklandskap.